# Chassalia bonifacei
Chassalia bonifacei là một loài thực vật có hoa trong họ Thiến thảo. Loài này được Thulin & S.Mankt. mô tả khoa học đầu tiên năm 2004.